# Võ gậy

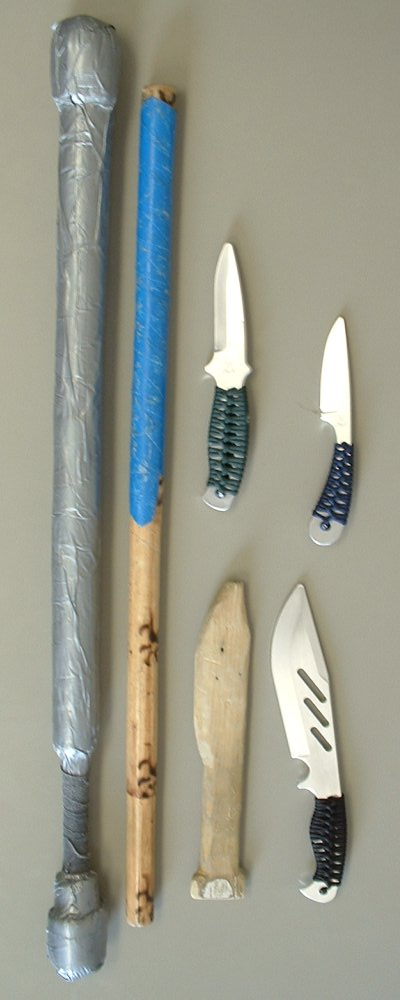
Một bộ các vũ khí tập luyện dùng trong một lớp học Eskrima (từ trái sang phải): gậy bọc, gậy bằng song, dao gỗ, và một bộ dao bằng nhôm.

Arnis (còn gọi là Kali, Eskrima, Escrima) là một môn võ thuật sử dụng vũ khí của Philippines. Môn võ này cũng đã có mặt tại một số quốc gia Đông Nam Á dưới những tên gọi khác như Krabi Krabong hay Trumbu. Ngoài ra cũng có một số tên gọi thông dụng khác như Kali và Arnis de Mano (áo giáp bọc tay); đôi khi người ta cũng dùng chữ viết tắt FMA (Filipino Martial Arts, võ thuật Philippines). Eskrima và Arnis là tên dùng chủ yếu tại Philippines ngày nay. Tên trong tiếng Việt hiện nay là võ gậy.
Arnis, lần đầu tiên, trở thành bộ môn thi đấu chính thức trong SEA Games lần thứ 23 vào năm 2005.

## Tên
Các tên eskrima và escrima có gốc từ chữ esgrima trong tiếng Tây Ban Nha và mang nghĩa "đấu kiếm". Arnis đến từ arnés de mano, cũng là tiếng Tây Ban Nha, và có nghĩa là "áo giáp bọc tay". Kali, theo nhiều người, có thể đến từ keris của tiếng Malay dùng để chỉ một loại dao dài được dùng như một vũ khí của võ thuật Mã Lai. Từ kali, thật sự, chỉ xuất hiện vào khoảng thập niên 1960, sau khi hai nhà kiếm thuật người Mỹ (eskrimador) bắt đầu dùng nó để phân biệt lối dùng kiếm của họ với các kiếm thuật khác.

## Escrima trong phim ảnh
- Trong bộ phim Trò chơi tử thần (The Game of Death) của Lý Tiểu Long, có một đoạn anh ta giao chiến với một sư phụ môn Escrima. Người này sử dụng công bằng song và côn nhị khúc
- Trong bộ phim OngBak của Tony Jaa, Escrima có tên Krabi Krabong, Tony Jaa ta đã sử dụng Krabi Krabong để đánh với một nhóm buôn lậu bằng các loại vũ khí: Kiếm, côn dài, côn bằng song, một cặp tonfa.